# Подокарповые
Подока́рповые, или Ногопло́дниковые (лат. Podocarpaceae) — семейство хвойных растений, входящее в порядок Сосновые, включающее в себя 18—19 родов и около 170—200 видов вечнозелёных деревьев и кустарников.
Древнейшие подокарповые известны из отложений формации Умм-Ирна (Umm Irna formation) лопинского отдела (en:Lopingian) пермского периода палеозоя (от 260 млн до 252 млн л. н.), залегающих на территории Иордании вдоль восточного берега Мёртвого моря. До этого подокарповых находили в отложениях нижнего отдела триасового периода мезозоя (252—247 млн л. н.).

## Распространение и экология
Виды подокарповых населяют влажные, иногда болотистые территории южного полушария, преимущественно австралазиатской его части. Некоторые виды встречаются и в северном полушарии, но тоже в условиях тёплого и влажного климата. Максимальное разнообразие видов подокарповых достигается в Новой Каледонии, Тасмании и Новой Зеландии. Отдельные роды распространены также в Южной Америке, Мексике, Индии, Китае, Японии, Индокитае и на Филиппинах. Два рода произрастают в Африке, южнее Сахары.

## Биологическое описание
Листорасположение у подокарповых очередное, редко супротивное или перекрёстнопарное. Листья варьируют от очень крупных эллиптических со многими параллельными жилками, до очень мелких чешуевидных, 1—2 мм длиной, черепитчато налегающих друг на друга, или игловидных.
Стробилы обычно однополые. Микростробилы одиночные, верхушечные или пазушные, редко колосовидно или зонтиковидно собранные на верхушке сравнительно длинной пазушной ножки, или почти сидячие по нескольку в пазухе листа. Собрания мегастробилов у подокарповых очень разнообразны.
При созревании семени у некоторых видов подокарпа и дакридиума эпиматий разрастается, становится мясистым и ярко окрашенным, у других же остаётся кожистым и сухим.
У отдельных видов подокарповых ось, несущая стробил (ножка мегастробила), и базальные части кроющих чешуй срастаются между собой и по мере созревания семени, разрастаясь, образуют сочный, мясистый, ярко окрашенный в красный, пурпурный или синий цвет рецептакул. Семена подокарповых костянковидные или ореховидные, шаровидной или эллипсоидальной формы, в большинстве случаев мелкие, длиной 2—5 мм, но иногда довольно крупные (до 3,5 см). Эндосперм обычно с двумя семядолями.
Среди прочих семейств хвойных подокарповые выделяются разнообразием кариотипа. Большинство видов — диплоиды с 2n=20, известны также тетраплоидные виды с 2n=40, а также виды с 2n=18,22,24,26,30,34,36 и 38.

## Роды
По информации базы данных The Plant List (на июль 2016) семейство включает 20 родов и 191 вид:
- Acmopyle — Акмопиле
- Afrocarpus
- Dacrycarpus
- Dacrydium — Дакридиум
- Falcatifolium — Фалькатифолиум
- Halocarpus
- Lagarostrobos
- Lepidothamnus
- Manoao
- Margbensonia
- Microcachrys — Микрокахрис
- Nageia — Нагейя
- Parasitaxus — Паразитаксус
- Pherosphaera
- Phyllocladus — Филлокладус
- Podocarpus typus — Подокарп, или Ногоплодник
- Prumnopitys
- Retrophyllum
- Saxegothaea — Саксеготея
- Sundacarpus